# Semir Smajlagić
Semir Smajlagić (Zenica, 18 settembre 1998) è un calciatore bosniaco, attaccante del Chungnam Asan.

## Carriera

### Club
Cresciuto nelle giovanili del Sarajevo, nel 2018 viene acquistato dalla squadra slovena del Gorica, militandovi fino al 2020. Successivamente si trasferisce in Kazakistan, dove veste le maglie di Astana e Qyzyljar. Nel 2022 firma con la squadra uzbeka del Nasaf Qarshi, con cui esordisce nelle competizioni asiatiche per club.

### Nazionale
Ha giocato nella nazionale bosniaca Under-19.

## Statistiche

### Presenze e reti nei club
Statistiche aggiornate all'11 marzo 2022.
| Stagione        | Squadra           | Campionato      | Campionato | Campionato | Coppe nazionali | Coppe nazionali | Coppe nazionali | Coppe continentali | Coppe continentali | Coppe continentali | Altre coppe | Altre coppe | Altre coppe | Totale | Totale |
| Stagione        | Squadra           | Comp            | Pres       | Reti       | Comp            | Pres            | Reti            | Comp               | Pres               | Reti               | Comp        | Pres        | Reti        | Pres   | Reti   |
| --------------- | ----------------- | --------------- | ---------- | ---------- | --------------- | --------------- | --------------- | ------------------ | ------------------ | ------------------ | ----------- | ----------- | ----------- | ------ | ------ |
| feb.-giu. 2018  | Gorica            | 1.SNL           | 4          | 1          | CS              | -               | -               |                    | -                  | -                  |             | -           | -           | 4      | 1      |
| 2018-2019       | Gorica            | 1.SNL           | 28         | 6          | CS              | 4               | 3               |                    | -                  | -                  |             | -           | -           | 32     | 9      |
| lug.-dic. 2019  | Mladost D. Kakanj | PL              | 16         | 0          | CB              | -               | -               |                    | -                  | -                  |             | -           | -           | 16     | 0      |
| feb.-giu. 2020  | Sloboda Tuzla     | PL              | 2          | 0          | CB              | -               | -               |                    | -                  | -                  |             | -           | -           | 2      | 0      |
| 2020-feb. 2021  | Gorica            | 1.SNL           | 18         | 2          | CS              | -               | -               |                    | -                  | -                  |             | -           | -           | 18     | 2      |
| Totale Gorica   | Totale Gorica     | Totale Gorica   | 50         | 9          |                 | 4               | 3               |                    | -                  | -                  |             | -           | -           | 54     | 12     |
| feb.-lug. 2021  | Astana            | PL              | 11         | 0          | CK              | -               | -               |                    | -                  | -                  | SK          | 2           | 0           | 13     | 0      |
| lug.-dic. 2021  | Qyzyljar          | PL              | 8          | 0          | CK              | 6               | 3               |                    | -                  | -                  |             | -           | -           | 14     | 3      |
| 2022            | Nasaf Qarshi      | OL              | 3          | 0          | CU              | 0               | 0               | ACL                | -                  | -                  | SU          | 0           | 0           | 2      | 0      |
| Totale carriera | Totale carriera   | Totale carriera | 90         | 9          |                 | 10              | 6               |                    | -                  | -                  |             | 2           | 0           | 102    | 15     |